# Mocejón
Mocejón település Spanyolországban, Toledo tartományban. Mocejón Toledo, Olías del Rey, Magán, Villaseca de la Sagra és Aranjuez községekkel határos. Lakosainak száma 5172 fő (2024).

## Népesség
A település népessége az utóbbi években az alábbiak szerint változott:
| Lakosok száma | 4172 | 4370 | 4655 | 4922 | 5003 | 4842 | 4830 | 4875 | 5004 | 5172 |
|               | 2001 | 2004 | 2007 | 2009 | 2012 | 2014 | 2017 | 2019 | 2022 | 2024 |